# ウィリアム・アレン・ミラー

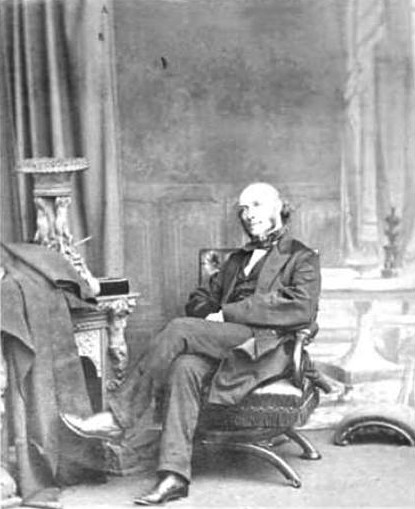
ウィリアム・アレン・ミラー

ウィリアム・アレン・ミラー（William Allen Miller, 1817年12月17日 - 1870年9月30日）は、イギリスの化学者・天文学者。分光分析、特に天体のスペクトルの分析の分野の先駆者。
キングズ・カレッジ・ロンドンなどで学び、1840年にドイツのギーセン大学のユストゥス・フォン・リービッヒのもとで学んだ。
1945年にキングズ・カレッジの教授となった。天体からの光の分光学的研究を行い天体の組成を調べる宇宙化学の分野のパイオニアであった。1867年にウィリアム・ハギンズとともに王立天文学会から、王立天文学会ゴールドメダルを受賞した。月のクレーターに命名されている。